# Русский еврей
«Русский еврей» — российская еженедельная газета XIX века. 
Печатное периодическое издание «Русский еврей» выходило в столице Российской империи городе Санкт-Петербурге в период с 1879 по 1884 год на русском языке.
Издателями еженедельника «Русский еврей» были сначала Л. Берман, а потом Г. М. Рабинович.
Первым редактором газеты «Русский еврей» был Берман, потом его сменил Лев Осипович Кантор. 
В 1884 году при газете «Русский еврей» издавалось также  ежемесячное русскоязычное учёно-литературное приложение «Еврейское обозрение». Более ранняя одноимённая статья в «ЭСБЕ» и более поздняя статья в «Еврейской энциклопедии Брокгауза и Ефрона» описывают «Еврейское обозрение» как самостоятельное издание; сложно судить что из этого ближе к истине, доподлинно известно лишь то, что редактором обоих изданий был один человек — Л. О. Кантор.
В газете «Русский еврей» публиковал свои первые произведения Лев Израилевич Каценельсон.